# Christian Brotcorne
Christian R.O.J.Gh. Brotcorne, né le 9 décembre 1953 à Leuze, est un homme politique belge wallon, membre du Centre démocrate humaniste. Il a déposé 6 propositions de loi qui sont devenues lois.

## Biographie
Christian Brotcorne est licencié en droit en 1976 de l'Université catholique de Louvain et avocat,.
À partir de 1976, il accède au rôle de conseiller communal et désigné échevin de Leuze-en-Hainaut, fonction qu'il occupe jusqu'en 1982, puis de 1988 à 1994. De 1987 à 2000, il est conseiller provincial, et de 1993 à 2000, président du conseil de la province de Hainaut.
Du 12 juin 2003 au 2 mai 2007, Christian Brotcorne est sénateur de communauté. Du 20 novembre 2002 au 28 juin 2007, il devient membre du parlement wallon et membre du parlement de la Communauté française.
À partir du 10 juin 2007, il est élu député fédéral. Lors des élections communales de 2012, il s'allie avec le bourgmestre MR sortant pour devenir bourgmestre de Leuze-en-Hainaut,. En 2015, il passe près d'une tentative d'éjection par une nouvelle majorité formée par le MR et le PS. En avril 2017, il soumet une proposition de loi qui vise à faire payer les séances de médiations familiales par la SPF Justice.
En avril 2018, il se représente au poste de bourgmestre de Leuze-en-Hainaut.

## Autres fonctions
- Conseiller communal de Leuze-en-Hainaut au sein de la liste d'intérêts communaux Idées
- Président du groupe cdH de la Chambre
- Ancien président du groupe cdH du Sénat

## Prix et honneurs
- Commandeur de l'ordre de Léopold
  - Chevalier par arrêté royal du 9 décembre 1997, à la date du 15 novembre 1996[7].

## Vie privée
Christian Brotcorne est marié et père de 3 enfants : Florence, Damien et Barbara (décès en 1996).